# София Фотева
София Петрова Фотева е българска алпинистка. Тя е втората жена в света, изкачила Транго Тауър, определян като един от най-трудните скални върхове в света, първата българка, изкачила Монблан по ръба Френе, републиканска шампионка по скално катерене и ледено катерене.

## Биография
София Фотева е родена през 1971 г. Запалва се по катеренето през 1988 г., докато учи в Математическата гимназия в София. След това следва във Висшия институт по архитектура и строителство (днес УАСГ).
През 1992 г. прави редица изкачвания по Иглите на Шамони във Френските Алпи, а в Доломитите (Италия) минава тура на Джовани Батиста Винацер и Еторе Кастильони на Мармолада и тура на Рикардо Касин на Чима Пиколисима от Тре Чиме ди Лаваредо. Изкачванията ѝ в периода 1992 – 1994 по Иглите на Шамони са от VІ – VІІІ категория.
На 15 и 16 юли 1994 г. става първата българка, изкачила Монблан по ръба Френе – най-късият път към върха от юг и най-трудният. Преминава тура на Валтер Бонати и Лучано Гиго на Гран Капюсен. Изкачва тура на Емилио Комичи и братята Димаи на Чима Гранде и тура „Модерни времена“ на Мармолада през 1996 г.
Републиканска шампионка е по спортно катерене (1996) и носителка на купата на Националната спортна академия по спортно катерене в дисциплината „трудност“. Републиканска шампионка е по ледено катерене (1999). В анкетата за най-добър алпинист на 1999 година сред спортните редакции на централните медиие е на второ място.
След множество успешно изкатерени маршрути в България и Европа, през 1998 г. София Фотева става част от експедицията до Транго Тауърс (6257 m) в Каракорум, Пакистан. Групата на Михаил Михайлов, Милен Милчев, Сотир Стойчев, Димитър Колешев и София Фотева, ръководена от Николай Петков, успешно преминава Словенския маршрут по Безименната кула на Транго Тауърс (6257 m). Самото изкачване се осъществява в два дена, като на 5 юли успешно изкачване правят Николай Петков (водач на свръзката), София Фотева, Милен Милчев, а на следващия ден и останалите трима. Изкачването е опредялено като един от най-големите успехи на българския алпинизъм. София Фотева става втората жена в света след Катрин Дестивел, успяла да изкачи 1000-метровия отвес.
София Фотева и Николай Петков имат син, роден през 1997 година. София загива на 29 август 1999 г. по време на тренировъчно изкачване на Вражите дупки (Лакатник).
През 2000 година посмъртно е издадена книгата ѝ „Транго Тауър – първата ми Голяма стена“, която тя успява да завърши малко преди смъртта си.